# 小谷一雄
小谷 一雄（こたに かずお、1891年（明治24年）12月6日 - 1945年（昭和20年）8月6日）は、大日本帝国陸軍軍人。最終階級は陸軍中将。

## 経歴
東京府出身。陸軍士官学校第25期卒業。1923年（大正12年）3月に陸軍騎兵大尉、1931年（昭和6年）8月に陸軍騎兵少佐に進級し、1932年（昭和7年）4月に近衛騎兵連隊附となり、東京府立第二中学校に配属された。1936年（昭和11年）8月に陸軍騎兵中佐に進級し、1937年（昭和12年）3月に軍馬補充部十勝支部長に就任した。1939年（昭和14年）3月9日に騎兵第8連隊長（関東軍・第3軍・第8師団）に就任し、同連隊が10月1日に捜索第8連隊（関東軍・第20軍・第8師団）に改編されるとそのまま連隊長に就いた。1940年（昭和15年）8月に陸軍騎兵大佐に進級した。
1942年（昭和17年）8月に馬政局事務官に転じ、陸軍兵器行政本部附兼陸軍省兵務局附を経て、1944年（昭和19年）5月に広島連隊区司令官に着任した。1945年（昭和20年）3月31日に広島地区司令部部員に転じ、6月10日に陸軍少将に進級した。同年8月6日の広島市への原子爆弾投下により、被爆死した。同日任陸軍中将。